# Mouzay (Indre-et-Loire)
Pour les articles homonymes, voir Mouzay.
Mouzay est une commune française du département d'Indre-et-Loire, en région Centre-Val de Loire.

## Géographie
| Manthelan | Dolus-le-Sec | Chanceaux-près-Loches |
| Vou       | Mouzay       | Loches                |
| Ciran     | Varennes     |                       |

### Hydrographie

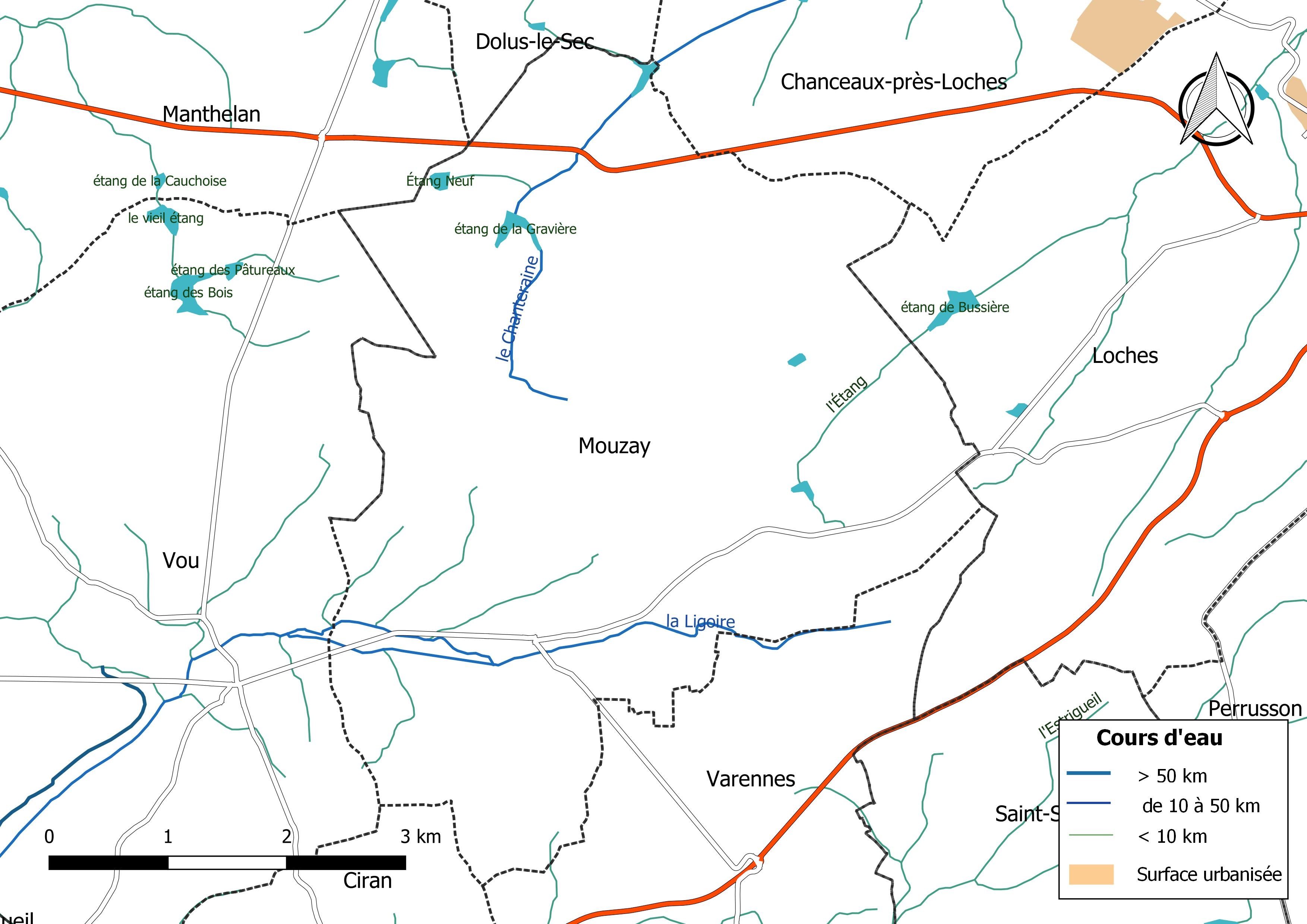
Réseau hydrographique de Mouzay.

Le réseau hydrographique communal, d'une longueur totale de 17,61 km, comprend deux cours d'eau notables, la Ligoire (3,696 km) et le Chanteraine (3,862 km), et huit petits cours d'eau pour certains temporaires,.
La Ligoire, d'une longueur totale de 20,9 km, prend sa source dans la commune de Varennes, traverse la commune d'est en ouest au sud du bourg et se jette  dans l'Esves à Sepmes, après avoir traversé 8 communes. 
Sur le plan piscicole, la Ligoire est classée en deuxième catégorie piscicole. Le groupe biologique dominant est constitué essentiellement de poissons blancs (cyprinidés) et de carnassiers (brochet, sandre et perche).
Le Chanteraine, d'une longueur totale de 12,2 km, prend sa source dans la commune de Mouzay, s'écoule vers le nord  et se jette  dans l'Indre à Chambourg-sur-Indre, après avoir traversé 3 communes. Sur le plan piscicole, le Chanteraine est également classé en deuxième catégorie piscicole. La ligne de partage des eaux entre le bassin de l'Indre au nord, dont fait partie le Chanteraine, et celui de l'Esves au sud, dont fait partie la Ligoire, est une ligne traversant la commune du sud-est vers le nord-ouest et englobant le bourg qui ressort du bassin de l'Esves.
Quatre zones humides ont été répertoriées sur la commune par la direction départementale des territoires (DDT) et le Conseil départemental d'Indre-et-Loire : « les étangs de Beautertre », « l'étang Neuf à Beautertre », « la vallée de la Chanteraine » et « l'étang de Bussière »,.

### Climat
Pour des articles plus généraux, voir Climat du Centre-Val de Loire et Climat d'Indre-et-Loire.
En 2010, le climat de la commune est de type climat océanique altéré, selon une étude du CNRS s'appuyant sur une série de données couvrant la période 1971-2000. En 2020, Météo-France publie une typologie des climats de la France métropolitaine dans laquelle la commune est toujours exposée à un climat océanique altéré et est dans la région climatique Moyenne vallée de la Loire, caractérisée par une bonne insolation (1 850 h/an) et un été peu pluvieux.
Pour la période 1971-2000, la température annuelle moyenne est de 11,1 °C, avec une amplitude thermique annuelle de 15,1 °C. Le cumul annuel moyen de précipitations est de 723 mm, avec 11,1 jours de précipitations en janvier et 6,8 jours en juillet. Pour la période 1991-2020, la température moyenne annuelle observée sur la station météorologique de Météo-France la plus proche, sur la commune de Perrusson à 9 km à vol d'oiseau, est de 12,3 °C et le cumul annuel moyen de précipitations est de 730,3 mm,. Pour l'avenir, les paramètres climatiques de la commune estimés pour 2050 selon différents scénarios d'émission de gaz à effet de serre sont consultables sur un site dédié publié par Météo-France en novembre 2022.

## Urbanisme

### Typologie
Au 1er janvier 2024, Mouzay est catégorisée commune rurale à habitat dispersé, selon la nouvelle grille communale de densité à sept niveaux définie par l'Insee en 2022.
Elle est située hors unité urbaine. Par ailleurs la commune fait partie de l'aire d'attraction de Loches, dont elle est une commune de la couronne,. Cette aire, qui regroupe 23 communes, est catégorisée dans les aires de moins de 50 000 habitants,.

### Occupation des sols
L'occupation des sols de la commune, telle qu'elle ressort de la base de données européenne d’occupation biophysique des sols Corine Land Cover (CLC), est marquée par l'importance des territoires agricoles (74,9 % en 2018), une proportion sensiblement équivalente à celle de 1990 (75,4 %). La répartition détaillée en 2018 est la suivante : 
terres arables (58,6 %), forêts (25,1 %), prairies (11,1 %), zones agricoles hétérogènes (5,2 %). L'évolution de l’occupation des sols de la commune et de ses infrastructures peut être observée sur les différentes représentations cartographiques du territoire : la carte de Cassini (XVIIIe siècle), la carte d'état-major (1820-1866) et les cartes ou photos aériennes de l'IGN pour la période actuelle (1950 à aujourd'hui).

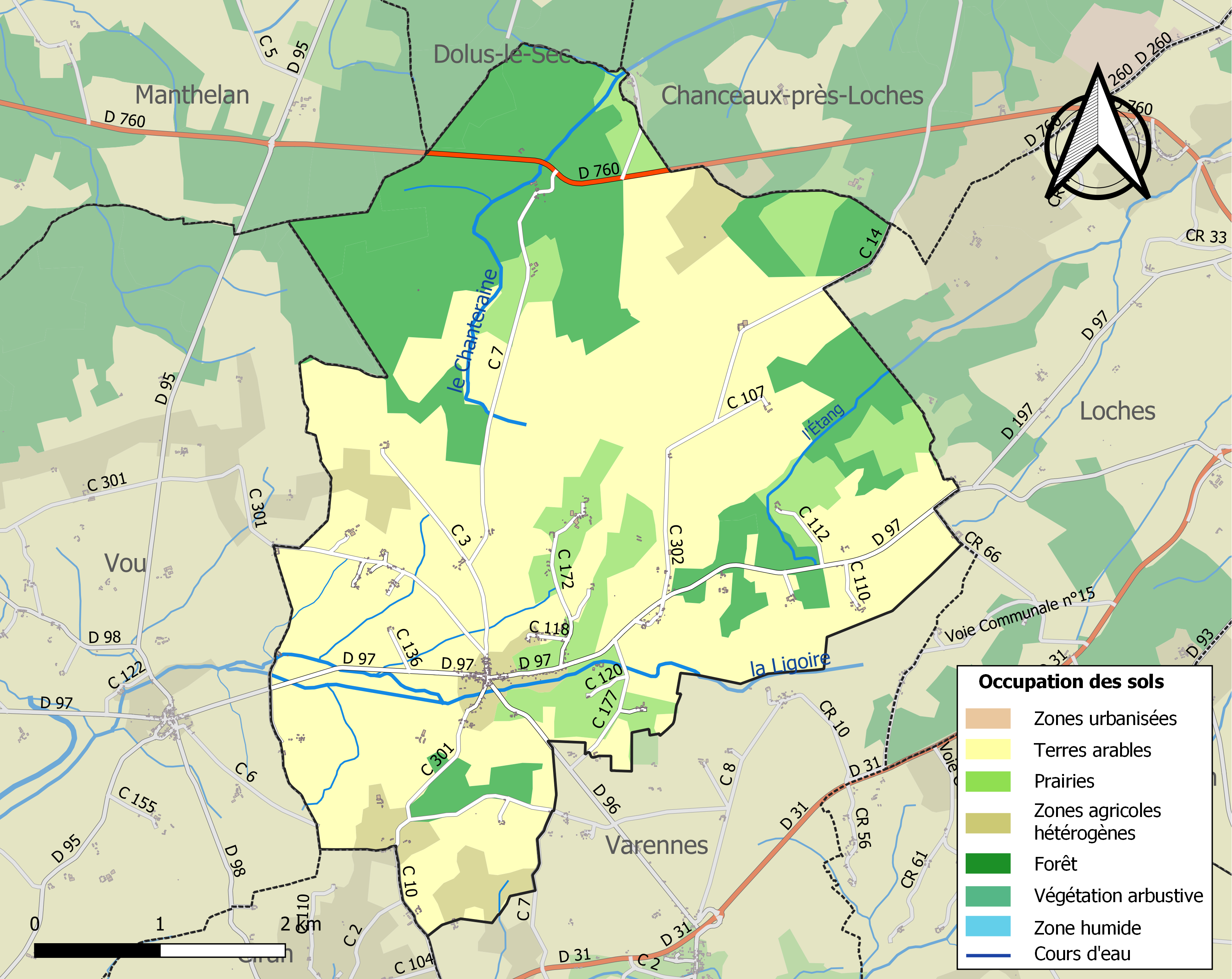
Carte des infrastructures et de l'occupation des sols de la commune en 2018 (CLC).

### Risques majeurs
Le territoire de la commune de Mouzay est vulnérable à différents aléas naturels : météorologiques (tempête, orage, neige, grand froid, canicule ou sécheresse), feux de forêts et séisme (sismicité faible). Un site publié par le BRGM permet d'évaluer simplement et rapidement les risques d'un bien localisé soit par son adresse soit par le numéro de sa parcelle.
Pour anticiper une remontée des risques de feux de forêt et de végétation vers le nord de la France en lien avec le dérèglement climatique, les services de l’État en région Centre-Val de Loire (DREAL, DRAAF, DDT) avec les SDIS ont réalisé en 2021 un atlas régional du risque de feux de forêt, permettant d’améliorer la connaissance sur les massifs les plus exposés. La commune, étant pour partie dans le massif de Manthelan-Chambourg, est classée au niveau de risque 1, sur une échelle qui en comporte quatre (1 étant le niveau maximal).

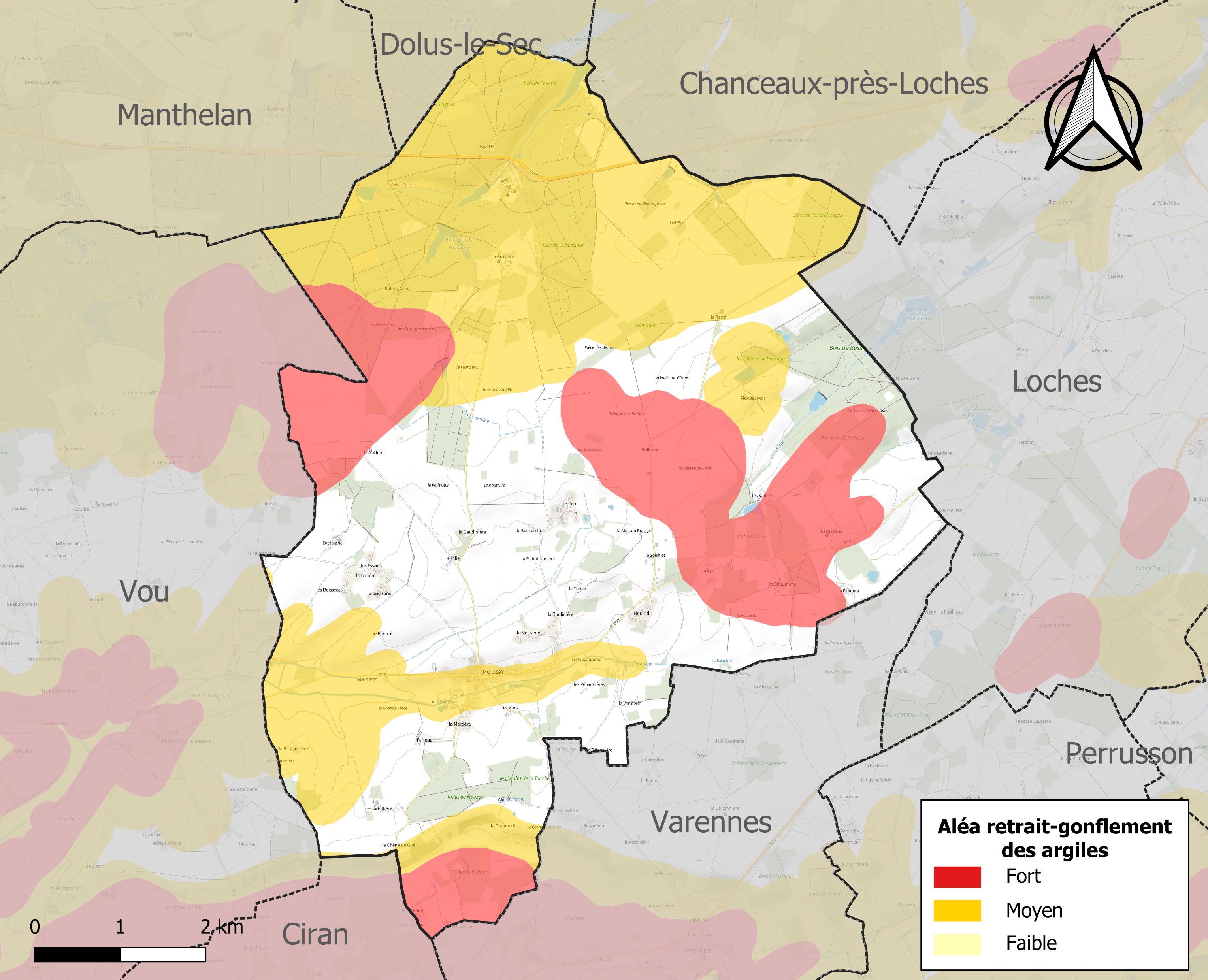
Carte des zones d'aléa retrait-gonflement des sols argileux de Mouzay.

Le retrait-gonflement des sols argileux est susceptible d'engendrer des dommages importants aux bâtiments en cas d’alternance de périodes de sécheresse et de pluie. 60,2 % de la superficie communale est en aléa moyen ou fort (90,2 % au niveau départemental et 48,5 % au niveau national). Sur les 227 bâtiments dénombrés sur la commune en 2019, 106 sont en aléa moyen ou fort, soit 47 %, à comparer aux 91 % au niveau départemental et 54 % au niveau national. Une cartographie de l'exposition du territoire national au retrait gonflement des sols argileux est disponible sur le site du BRGM,.
Concernant les mouvements de terrains, la commune a été reconnue en état de catastrophe naturelle au titre des dommages causés par la sécheresse en 1989, 1990, 1992 et 2003 et par des mouvements de terrain en 1999.

## Population et société

### Démographie
L'évolution du nombre d'habitants est connue à travers les recensements de la population effectués dans la commune depuis 1793. Pour les communes de moins de 10 000 habitants, une enquête de recensement portant sur toute la population est réalisée tous les cinq ans, les populations de référence des années intermédiaires étant quant à elles estimées par interpolation ou extrapolation. Pour la commune, le premier recensement exhaustif entrant dans le cadre du nouveau dispositif a été réalisé en 2006.

En 2022, la commune comptait 462 habitants, en évolution de −3,14 % par rapport à 2016 (Indre-et-Loire : +1,67 %, France hors Mayotte : +2,11 %).
| 1793 | 1800 | 1806 | 1821 | 1831 | 1836 | 1841 | 1846 | 1851 |
| ---- | ---- | ---- | ---- | ---- | ---- | ---- | ---- | ---- |
| 443  | 407  | 427  | 433  | 510  | 508  | 515  | 520  | 510  |

| 1856 | 1861 | 1866 | 1872 | 1876 | 1881 | 1886 | 1891 | 1896 |
| ---- | ---- | ---- | ---- | ---- | ---- | ---- | ---- | ---- |
| 521  | 514  | 526  | 514  | 482  | 499  | 540  | 574  | 563  |

| 1901 | 1906 | 1911 | 1921 | 1926 | 1931 | 1936 | 1946 | 1954 |
| ---- | ---- | ---- | ---- | ---- | ---- | ---- | ---- | ---- |
| 545  | 555  | 591  | 473  | 487  | 481  | 499  | 498  | 527  |

| 1962 | 1968 | 1975 | 1982 | 1990 | 1999 | 2006 | 2011 | 2016 |
| ---- | ---- | ---- | ---- | ---- | ---- | ---- | ---- | ---- |
| 527  | 471  | 382  | 354  | 438  | 463  | 476  | 490  | 477  |

| 2021 | 2022 | - | - | - | - | - | - | - |
| ---- | ---- | - | - | - | - | - | - | - |
| 464  | 462  | - | - | - | - | - | - | - |

### Enseignement
Mouzay se situe dans l'Académie d'Orléans-Tours (Zone B) et dans la circonscription de Loches.
L'école maternelle accueille les élèves de la commune.

## Culture locale et patrimoine

### Lieux et monuments

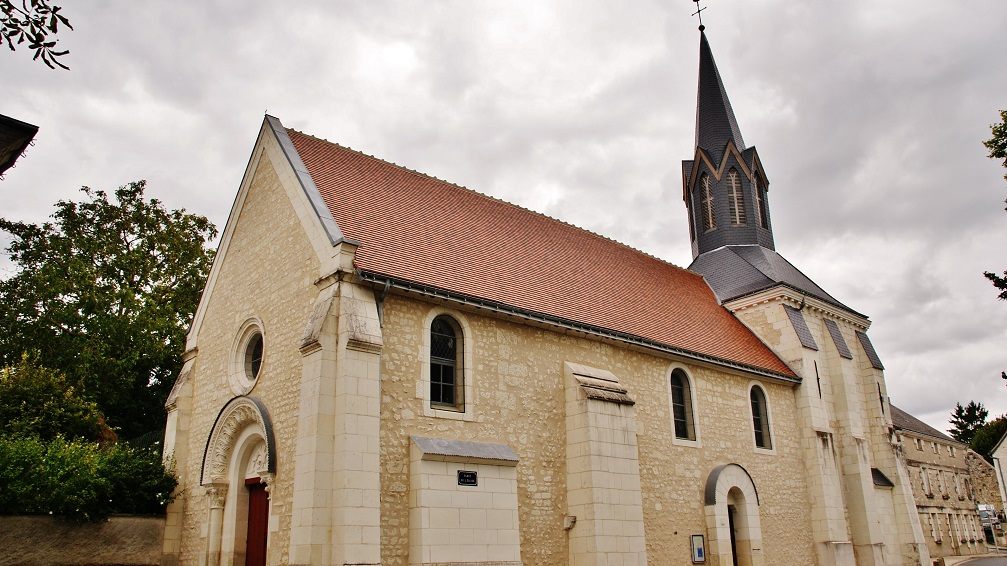
L'église Saint-Philippe et Saint-Jacques de Mouzay.

- Église paroissiale Saint-Philippe et Saint-Jacques.

### Bibliothèque
La ville dispose d'une bibliothèque municipale, tenue par des bénévoles.

### Personnalités liées à la commune
- Pierre de Voyer d'Argenson (1625-1709), chevalier, seigneur de Chastre et vicomte de Mouzay, gouverneur de la Nouvelle-France (Québec) de 1658 à 1661, décédé à Mouzay le 27 mars 1710 et inhumé le 29 mars 1710 à Mouzay dans l'église où figure une plaque à sa mémoire[31].
- Albert Bergerault (1907-1989). Né à Mouzay, il crée à Ligueil une entreprise fabriquant des instruments de musique à percussion. Il invente également un ensemble instrumental automatisé contrôlé par un seul musicien. Une rue de Ligueil porte son nom.
- Nicole Avezard (1951-), actrice et artiste-peintre, demeurant la commune. Elle joue le rôle de Lucienne Beaujon dans le duo de comique Les Vamps.